# Casa Serra
Casa Serra o Can Serra es un edificio modernista situado en el número 126 de la rambla de Cataluña de Barcelona, resultado del proyecto del año 1903 del arquitecto Josep Puig i Cadafalch. Declarado Bien Cultural de Interés Nacional por la Generalidad de Cataluña el 6 de marzo de 2001.

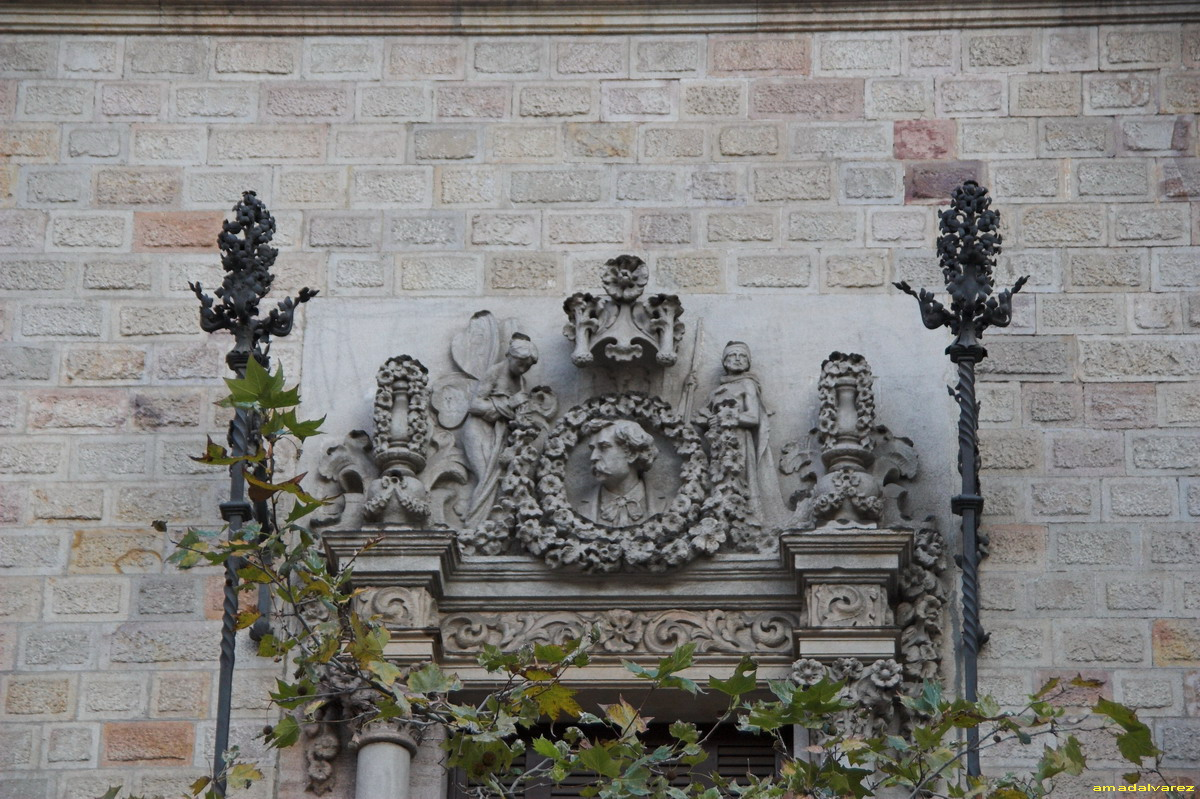
Ornamentación de una ventana con el busto de Fortuny.

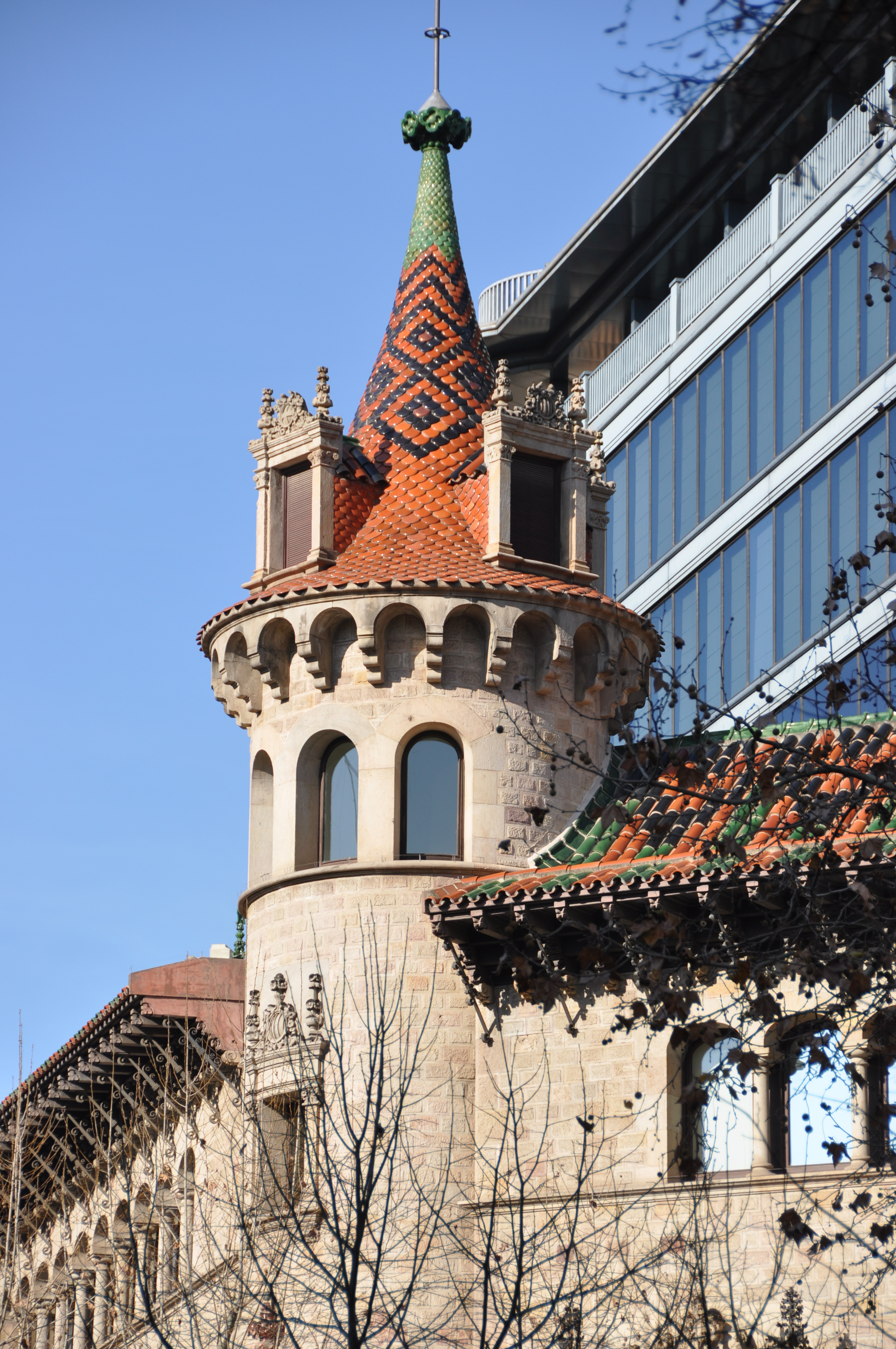
Detalles de la torre

Diseñada como casa unifamiliar con aspecto de palacete, recordando la antigua casa Gralla renacentista desaparecida a mediados del siglo XIX, Puig i Cadafalch le rindió homenaje realizando la puerta principal y la ornamentación de las ventanas como una reproducción de dicha casa-palacio. Fueron el escultor Eusebio Arnau junto con Alfons Jujol los encargados de estos menesteres así como los que realizaron los medallones de los bustos de Cervantes, Fortuny y Wagner colocados sobre los ventanales. En el ángulo de la fachada se construyó una torre con aire medieval y el remate del edificio es un voladizo con cerámica vidriada.
Sin llegar a ser habitada por su propietario, pasó a usarse como colegio de monjas a partir del año 1908; en el periodo de la guerra civil española fue sede del Ministerio de Sanidad, pasada la contienda, el colegio se amplió entre los años 1943-1945, y se procedió a su venta hacia el año 1969. Hacia los años ochenta del siglo XX, se realizó otra nueva remodelación para adecuarlo a ser la sede de la Diputación de Barcelona, derribándose los añadidos y haciendo unas obras de restauración respetando la obra de Puig i Cadafalch y ampliando con un nuevo edificio en la parte posterior, proyecto de los arquitectos Federico Correa y Alfonso Milà.